# Tarczyk rdzawoplecy
Tarczyk rdzawoplecy (Cassida ferruginea) – gatunek chrząszcza z rodziny stonkowatych i podrodziny tarczykowatych. Zamieszkuje zachodnią część Palearktyki od Europy Zachodniej i Afryki Północnej po środkową Syberię oraz Półwysep Koreański i Wyspy Japońskie na Dalekim Wschodzie. Żeruje na astrowatych.

## Taksonomia
Gatunek ten opisany został po raz pierwszy w 1777 roku przez Johanna A.E. Goeze.

## Morfologia
Chrząszcz o owalnym w zarysie ciele długości od 6 do 7 mm. Głowa odznacza się wąskim, półtora raza dłuższym niż szerokim nadustkiem oraz głęboko wyciętą, gładką, pozbawioną siateczkowatej rzeźby wargą górną. Barwa głowy jest czarna z rudobrązową wargą górną. Czułki mają sześć początkowych segmentów żółtych, natomiast pozostałe są brązowe lub czarne. Brzegi przedplecza i pokryw są rozpłaszczone; tych drugich umiarkowanie opadające. Ubarwienie przedplecza jest jasnordzawe lub rude z jasnożółtą przednią krawędzią oraz czerwoną poprzeczną przepaską u nasady. Kształt przedplecza wykazuje dymorfizm płciowy – u samca jest ono szersze, półowalne, o lekko zaostrzonych kątach tylno-bocznych, zaś u samicy węższe, półkoliste, o bardziej stępionych kątach tylno-bocznych. Oskórek przedplecza jest mocno punktowany i lekko pomarszczony. Tarczka jest niepunktowana, bezwłosa, brązowo ubarwiona. Kolor tła pokryw jest jasnozielony; u wyschniętych okazów martwych żółty. Przy przednim brzegu pokryw zawsze leży trójkątna, krwistoczerwona plama, która w przeciwieństwie do tej u Cassida panzeri nie zachodzi na guzy barkowe. Na bocznych brzegach pokryw brak jest wałeczkowatych nabrzmiałości. W widoku bocznym brak jest na pokrywach wyraźnego owłosienia. Punktowanie pokryw jest tylko częściowo regularne, zaburzają je nadliczbowe punkty między trzecim a czwartym rzędem. Na powierzchni pokryw nie występuje wyraźna X-kształtna wyniosłość. Spód ciała jest niemal cały czarny, jedynie boczne brzegi sternitów odwłoka od drugiego do piątego mają wąskie, żółte obwódki. Odnóża mają czarne biodra, krętarze i nasadowe części ud, natomiast wierzchołki ud i pozostałe części odnóży są żółte. Stopy mają rozchylone, pozbawione ząbków przy nasadach pazurki wystające poza wieńce szczecinek na trzecich członach.
Genitalia samca cechują się czarniawobrązowym edeagusem o ostro ściętym wierzchołku. W widoku z profilu edeagus zwęża się nieco ku szczytowi, natomiast w widoku grzbietowym nieco się ku niemu rozszerza. Przewód wytryskowy jest długi i delikatnej budowy, a drobna, krótka apodema wytryskowa ma silnie asymetryczny kształt. Samica ma spermatekę o sierpowatym, w całości zesklerotyzowanym i pigmentowanym vasculum oraz nieco krótszej od niego, bardzo szerokiej, ostro zakrzywionej u podstawy ampulli. Kanaliki prowadzące do spermateki są długie i bardzo ciasno skręcone w spiralkę.

## Biologia i ekologia

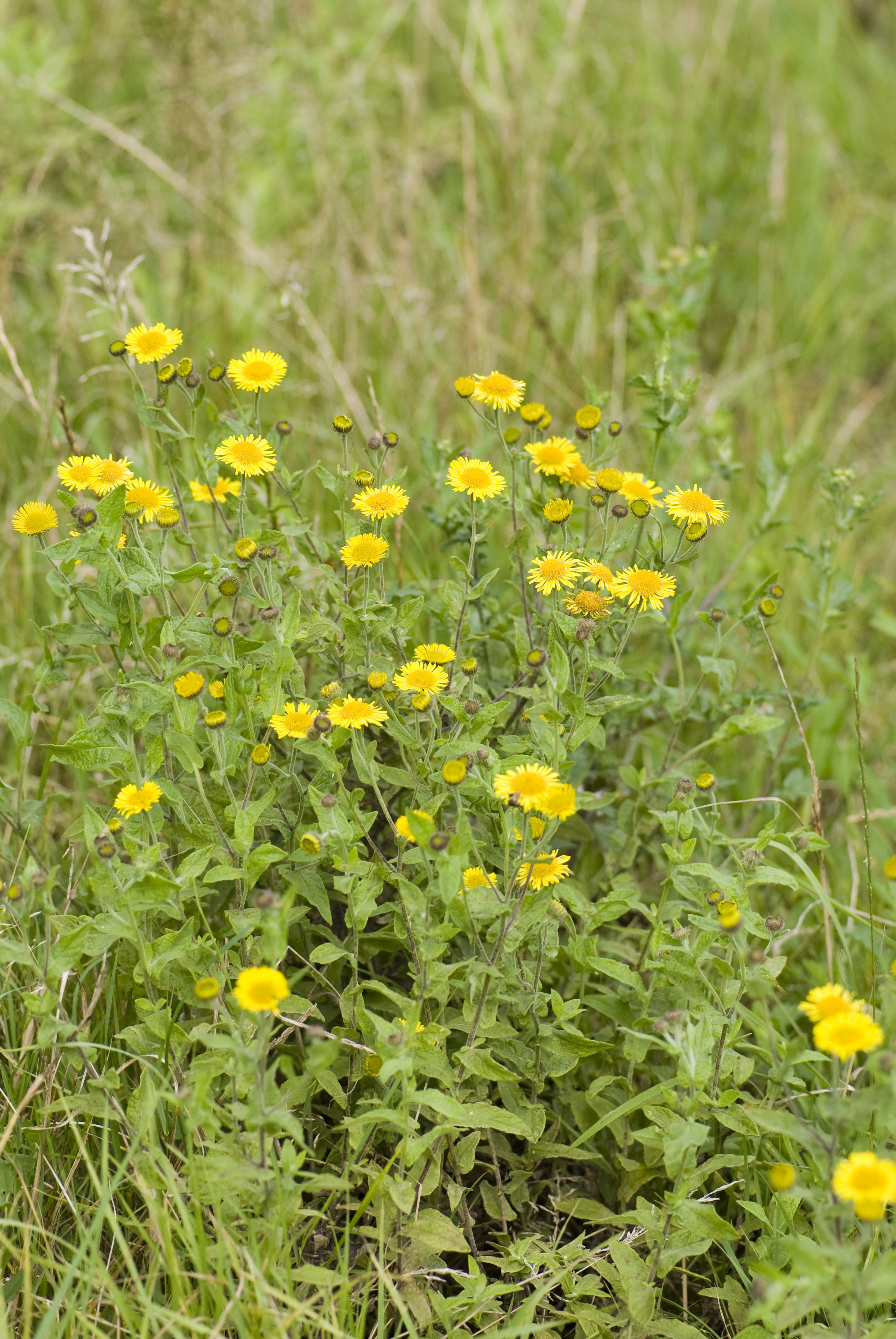
Płesznik czerwonkowy, jedna z roślin żywicielskich gatunku

Owad ten zamieszkuje głównie siedliska wilgotne w tym miejsca podmokłe. Zarówno osobniki dorosłe jak i larwy tego tarczyka są fitofagami żerującymi na roślinach z rodziny astrowatych. Wśród ich roślin żywicielskich wymienia się: Carpesium abrotanoides, oman wierzbolistny, Inula ciliaris, płesznik czerwonkowy (w tym podgatunek P. dysenterica uliginosa) oraz Pulicaria prostrata.
W warunkach klimatycznych północnej Japonii osobniki dorosłe aktywne są od czerwca do sierpnia.

## Rozprzestrzenienie i zagrożenie
Jest to gatunek palearktyczny. W Europie znany jest z Francji, Niemiec, Szwajcarii, Austrii, Włoch, południowej Szwecji, Estonii, Łotwy, Polski, Czech, Słowacji, Węgier, Ukrainy, Rumunii, Bułgarii, Słowenii, Chorwacji, Bośni i Hercegowiny, Serbii, Czarnogóry, Grecji i południowej Rosji. Na terenie Afryki Północnej stwierdzony został w Algierii. W Azji znany jest z Turcji (z prowincji Sakarya), północnego Kazachstanu, zachodniej i środkowej Syberii, Korei Południowej (z prowincji Gyeongsang Północny) i Japonii (w tym z prefektur Aomori oraz Iwate na wyspie Honsiu oraz z wyspy Kiusiu).
W Polsce tarczyk ten jest bardzo rzadko spotykany. Notowany był z Pobrzeży Bałtyku, Pojezierza Mazurskiego, Sudetów Zachodnich, Śląska, Jury Krakowsko-Częstochowskiej i Niziny Wielkopolsko-Kujawskiej, przy czym część danych pochodzi z początku XX wieku. W 2002 roku umieszczono go na Czerwonej liście zwierząt ginących i zagrożonych w Polsce jako gatunek zagrożony o niedostatecznie rozpoznanym statusie (DD). Na „Czerwonej liście chrząszczy województwa śląskiego” pojawia się jako gatunek przypuszczalnie wymarły w tym regionie (RE?). Z kolei na „Czerwonej liście gatunków zagrożonych Republiki Czeskiej” umieszczony został ze statusem krytycznie zagrożonego wyginięciem (CR).